# Talipeksol
Talipeksol (B-HT920) je dopaminski agonist sa mogućom primenom kao antiparkinsonski agens. On takođe deluje kao agonist α1-adrenergičkog i α2-adrenergičkog receptora.

## Spoljašnje veze
|  | Molimo Vas, obratite pažnju na važno upozorenje u vezi sa temama iz oblasti medicine (zdravlja). |